# Lasofinius
Genre
Lasofinius est un genre de collemboles de la famille des Tomoceridae.

## Distribution
Les espèces de ce genre sont endémiques de Tasmanie.

## Liste des espèces
Selon Checklist of the Collembola of the World (version du 21 août 2019) :
- Lasofinius gemini Ireson & Greenslade, 1990
- Lasofinius willi Ireson & Greenslade, 1990

## Publication originale
- Ireson & Greenslade, 1990 : Lasofinius gen. n. (Collembola: Tomoceridae) from Tasmania and a re-examination of Neophorella dubia Womersley (Tomoceridae). Journal of the Australian Entomological Society, vol. 29, no 3, p. 205-214.